# Mohamed Hubail
Mohamed Ahmed Mohamed Hubail (arabe : محمد أحمد محمد حبيل) (né le 23 juin 1981 à Bahreïn) est un joueur de football international bahreïni, qui évolue au poste de milieu de terrain.
Son frère, A'ala Hubail, est également footballeur professionnel.
Mohamed Hubail est condamné à deux ans d'emprisonnement par une cour spéciale bahreïni, après avoir pris part aux manifestations pro-démocratiques dans son pays en 2011.

## Biographie

### Carrière en sélection
Avec l'équipe de Bahreïn, il dispute 62 matchs (pour 5 buts inscrits) depuis 2004. Il figure notamment dans le groupe des sélectionnés lors des Coupe d'Asie des nations de 2004 et de 2007.